# Фаянс

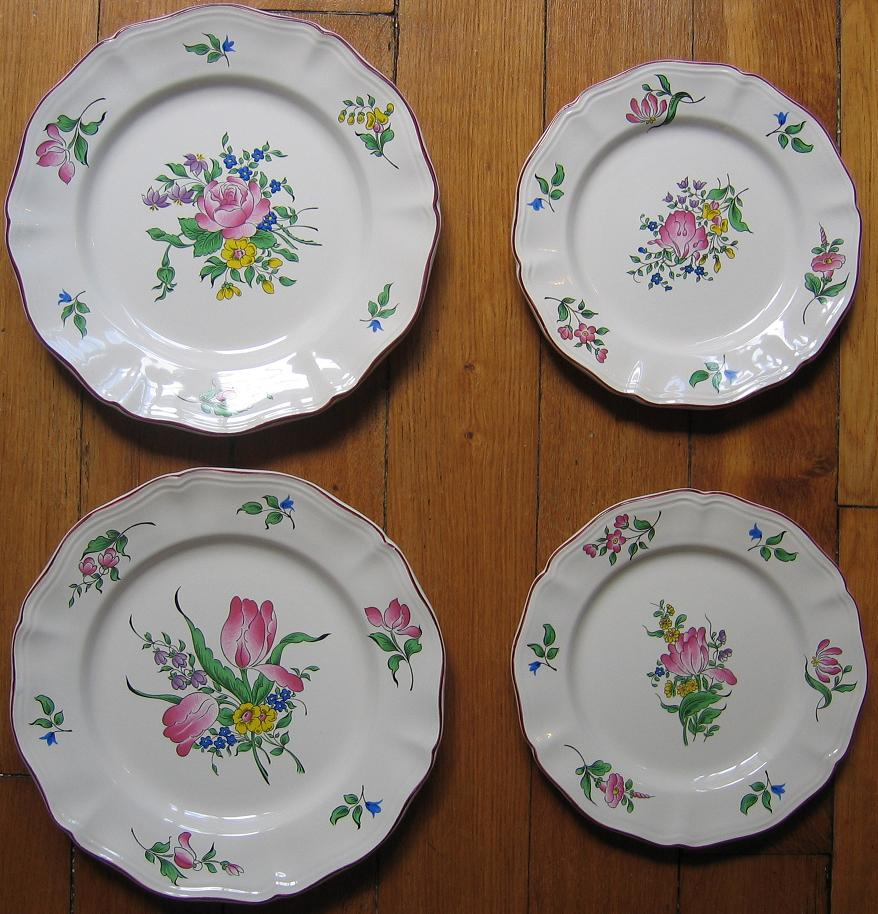
Тарілки з фаянсу

Фая́нс (від фр. faïence) або глиняна кераміка — керамічний матеріал, схожий на порцеляну, покритий тонкою склоподібною плівкою — поливою. Під цією назвою в кераміці прийнято розуміти глиняні вироби з білої або кольорової маси та з пористим (проникним для рідин) черепком, який в зламі має шорсткий землистий вигляд, а ззовні виріб покритий завжди поливою.
В основному складається з SiO2, Al2O3 i K2O.
З фаянсу виготовляють облицювальну плитку, посуд, художні вироби.

## Назва
Назва походить через фр. faïence від італійського міста Фаенца (Faenza), де був відомий центр виготовлення подібної кераміки.
Фаянс відрізняється від порцеляни пористим черепком, тоді як у порцеляни черепок добре випалений і склоподібний. Ця склоподібна властивість робить вироби з порцеляни напівпрозорими при освітленні. Фаянсу не притаманна напівпрозорість, бо температура випалювання фаянсу менша за температуру випалювання порцеляни. Вироби з фаянсу мають товстішу стінку в порівнянні з порцеляновою.
У наш час почав вживатись термін санфаянс (санітарний фаянс) — для позначення фаянсу, що використовується для виготовлення санітарно-технічних виробів — раковин, унітазів, пісуарів, біде і т. ін.

## Історія виникнення
Вважають, що фаянс виник в Північній Африці у Стародавньому Єгипті. Саме там цінували блакитні і сині напівкоштовні камені. Попит на них спричинив появу дешевих замінників з випаленої кераміки, вкритої непрозорими блакитними поливами. З Стародавнього Єгипту ремесло вироблення фаянсу поширилося у Вавилон, Малу і Середню Азію, Персію.
В Персії виник свій спосіб декорування кераміки — розпис люстром золотавих відтінків. За легендою, Коран забороняв мусульманам користування золотим посудом, а дуже хотілося. Дешевим і незабороненим замінником став фаянс, вкритий золотавим люстром. Керамічні вироби з фаянсу поширилися в усьому мусульманському регіоні від Індії до мавританської Іспанії. Фаянсові вироби мавританської Іспанії копіювали в місті Фаєнца, від якого пішла сучасна назва цих виробів.
В Україні уславився Межигірський фаянс, який виготовляли поблизу Києва на межигірській мануфактурі у 19 столітті.

## Стародавні вироби з фаянсу

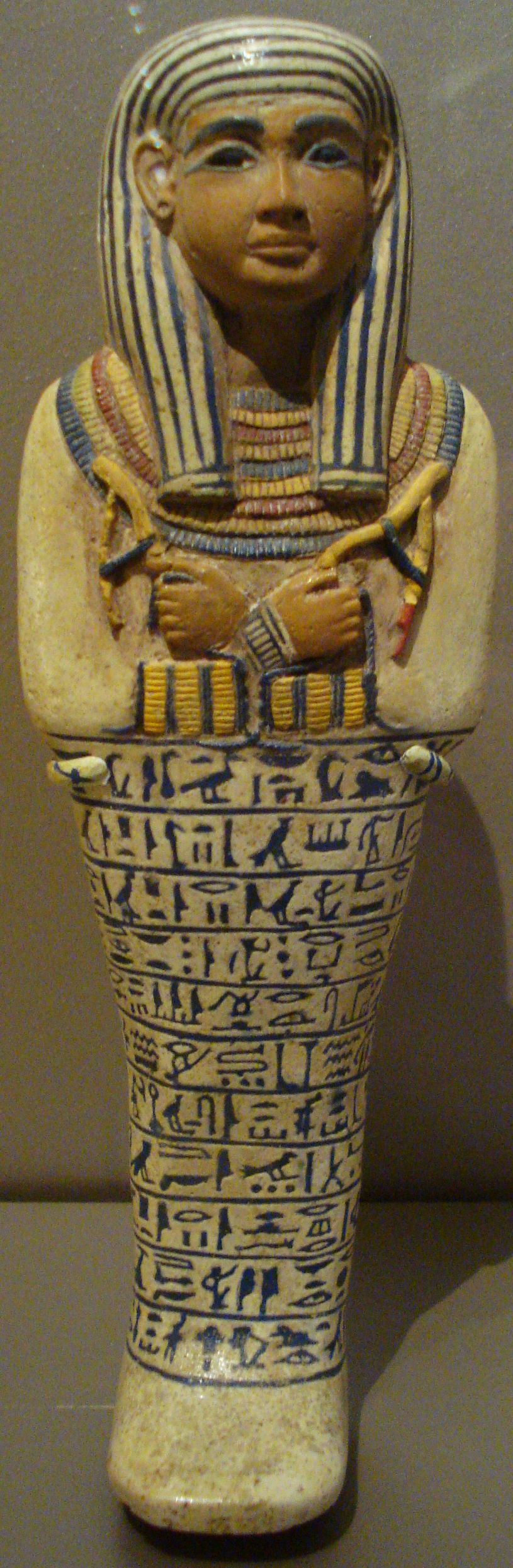
Фаянс Стародавнього Єгипту
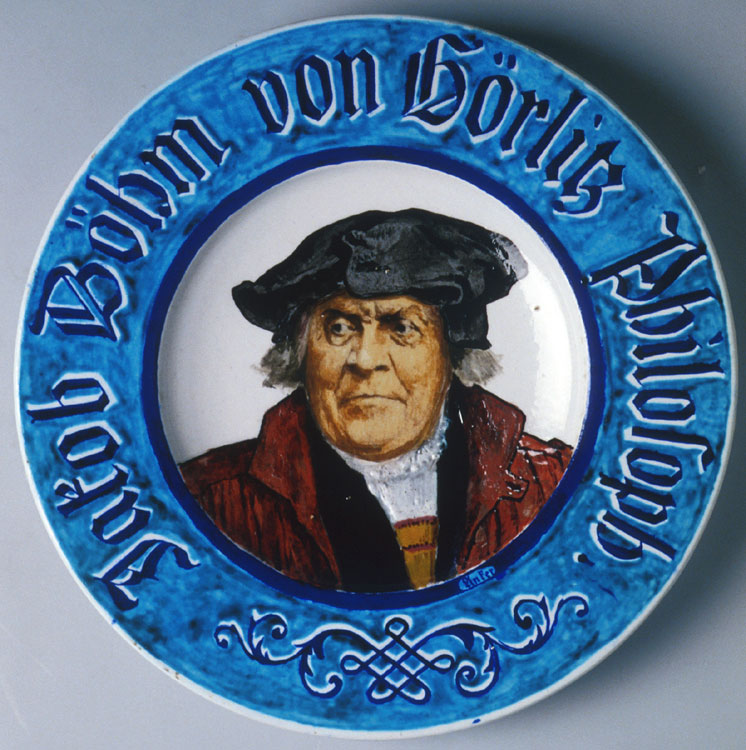
Портрет Якоба Бьома, розпис Альберта Анкера, 19 ст.
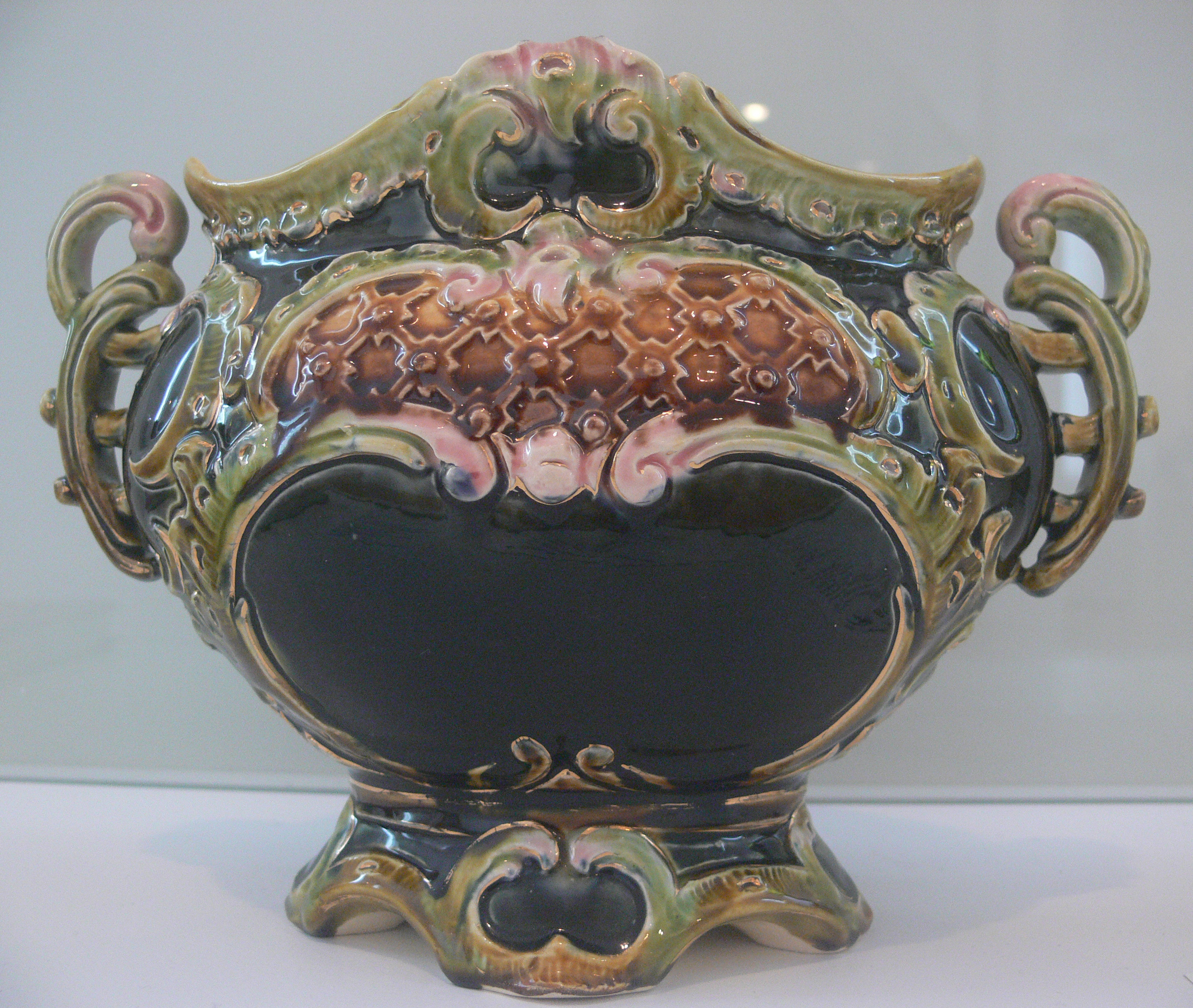
Ваза 1883 р.,стиль необароко.
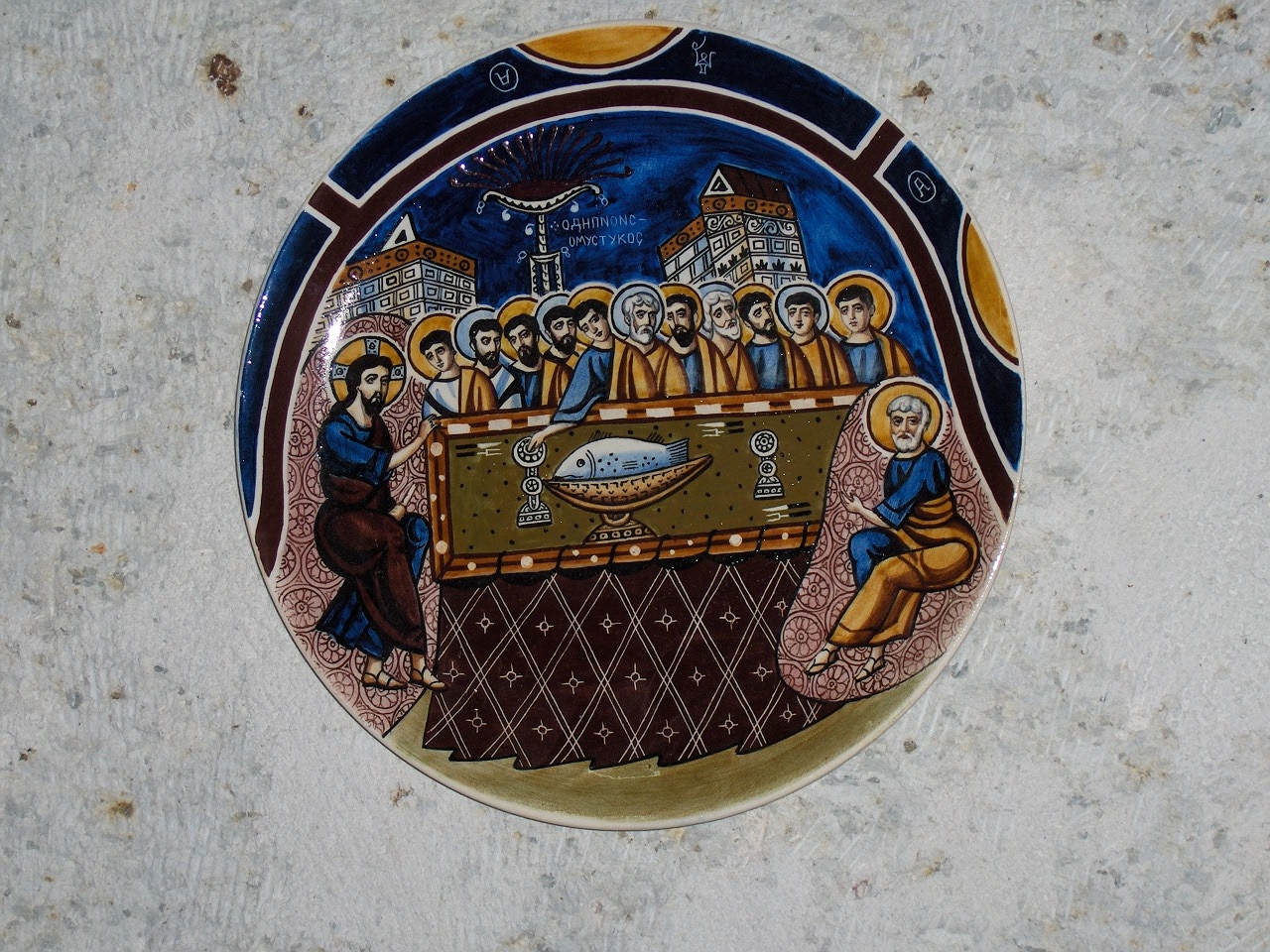
Фаянсова таріль з розписом ( копія фрески 13 ст « Таємна вечеря» )Туреччина.Гюльсехір.
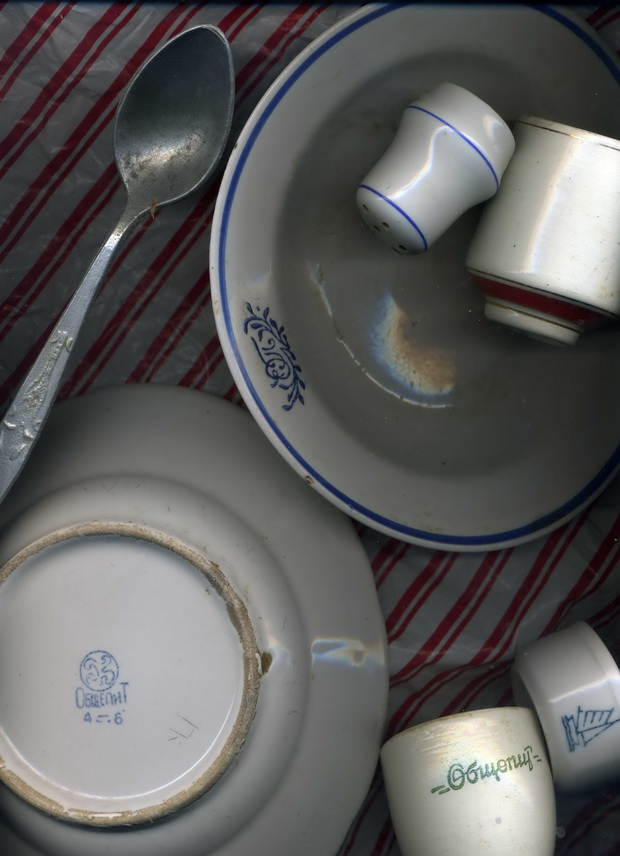
Посуд для їдальні пролетаріату у СРСР, фаянс, Общепит.